# Cadolzburg
Cadolzburg est une municipalité dans l’arrondissement de Fürth en Bavière. Elle est située 11 km dans l’ouest de Fürth.
Le nom du lieu apparaît pour la première fois en 1157 comme « Kadoldeßburg », c’est pourquoi la ville a fêté ses 850 ans en 2007.
Les communes jumelées de Cadolzburg sont Mauterndorf en Autriche, Val d’Ultimo en Italie et Le Palais-sur-Vienne dans le département de la Haute-Vienne en France.

## La méthodeVorwärts
Cadolzburg est familier de nombre d'écoliers francophones qui ont étudié l'allemand avec la méthode Vorwärts. On y découvre un jeune habitant du village, Hans Schaudi, ses parents et ses amis, en particulier Liselotte. Plusieurs bâtiments réels sont présents dans les pages du manuel scolaire : le château (Burg), l'hôtel de ville (Rathaus), la tour panoramique (Aussichtsturm), la gare (Bahnhof) ou encore l'auberge Bauer (Gasthaus Bauer, en fait le Bauhof).

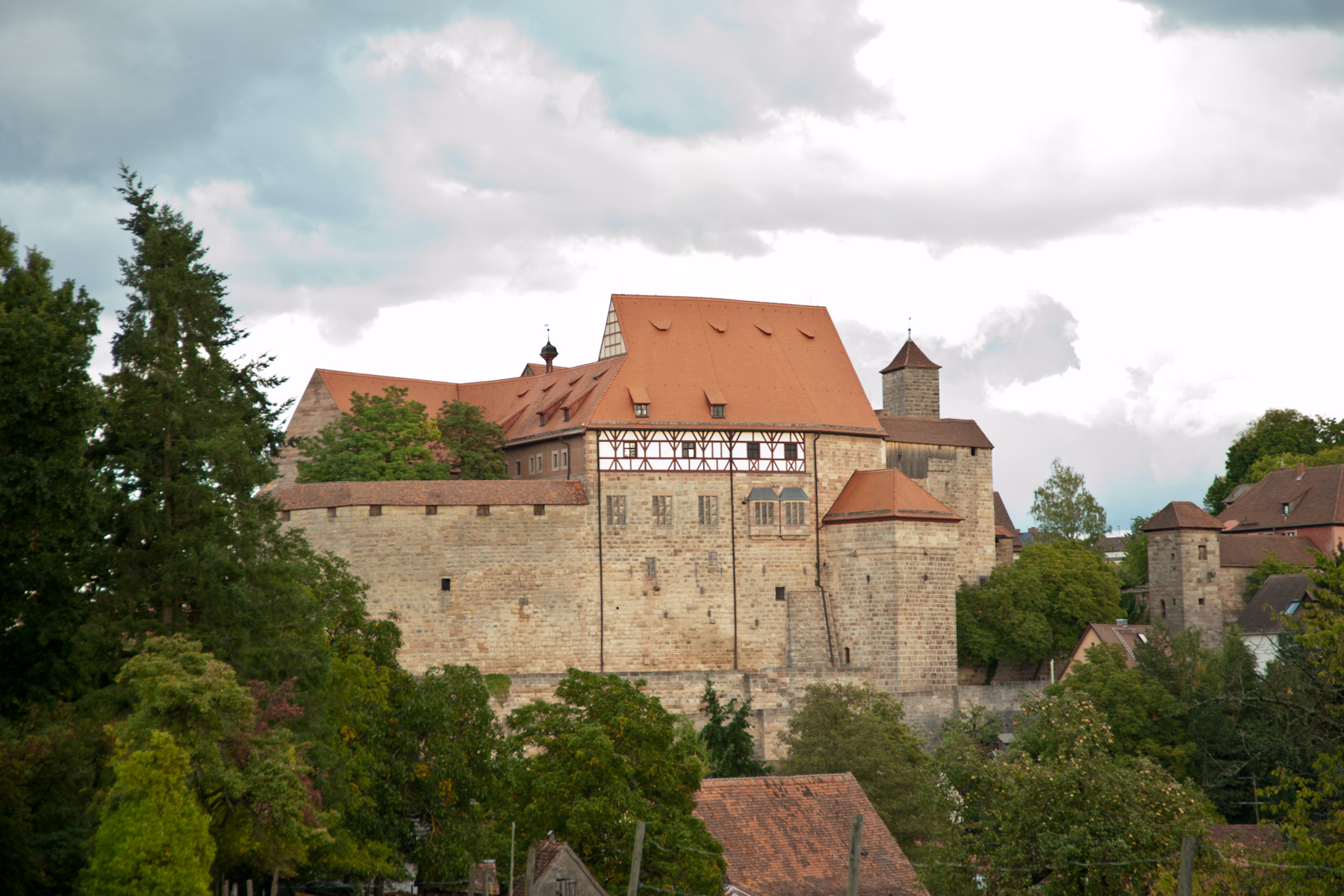
Le Burg du XIIIe siècle, vue par l'ouest.
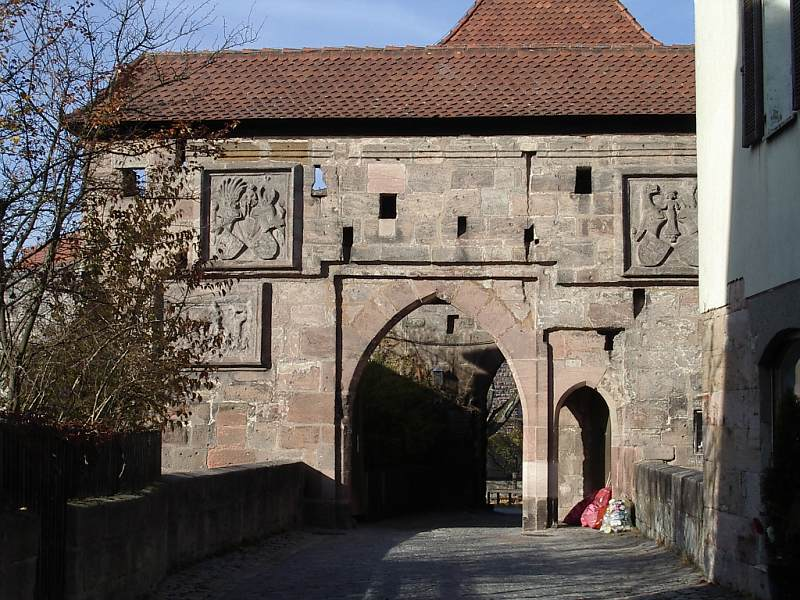
Le Burg, porte extérieure, vue par le sud-est.
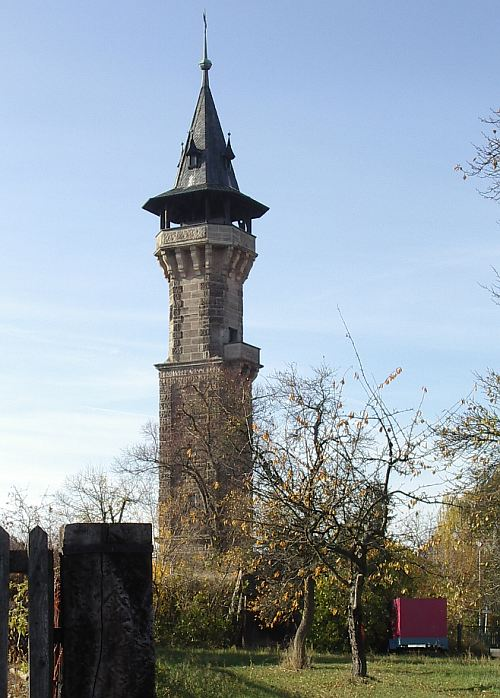
La tour panoramique, familièrement dite « crayon ».
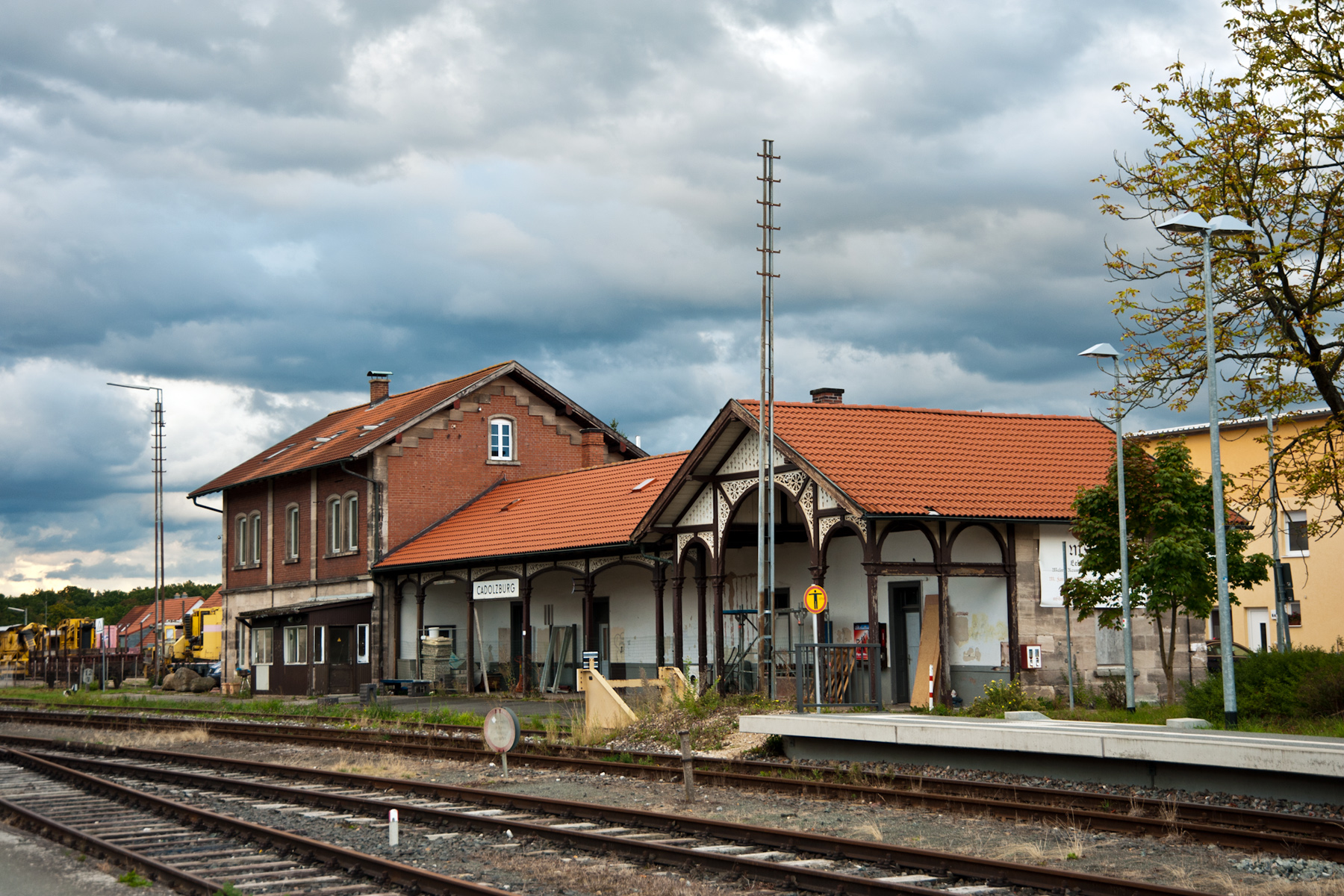
La gare de Cadolzburg.
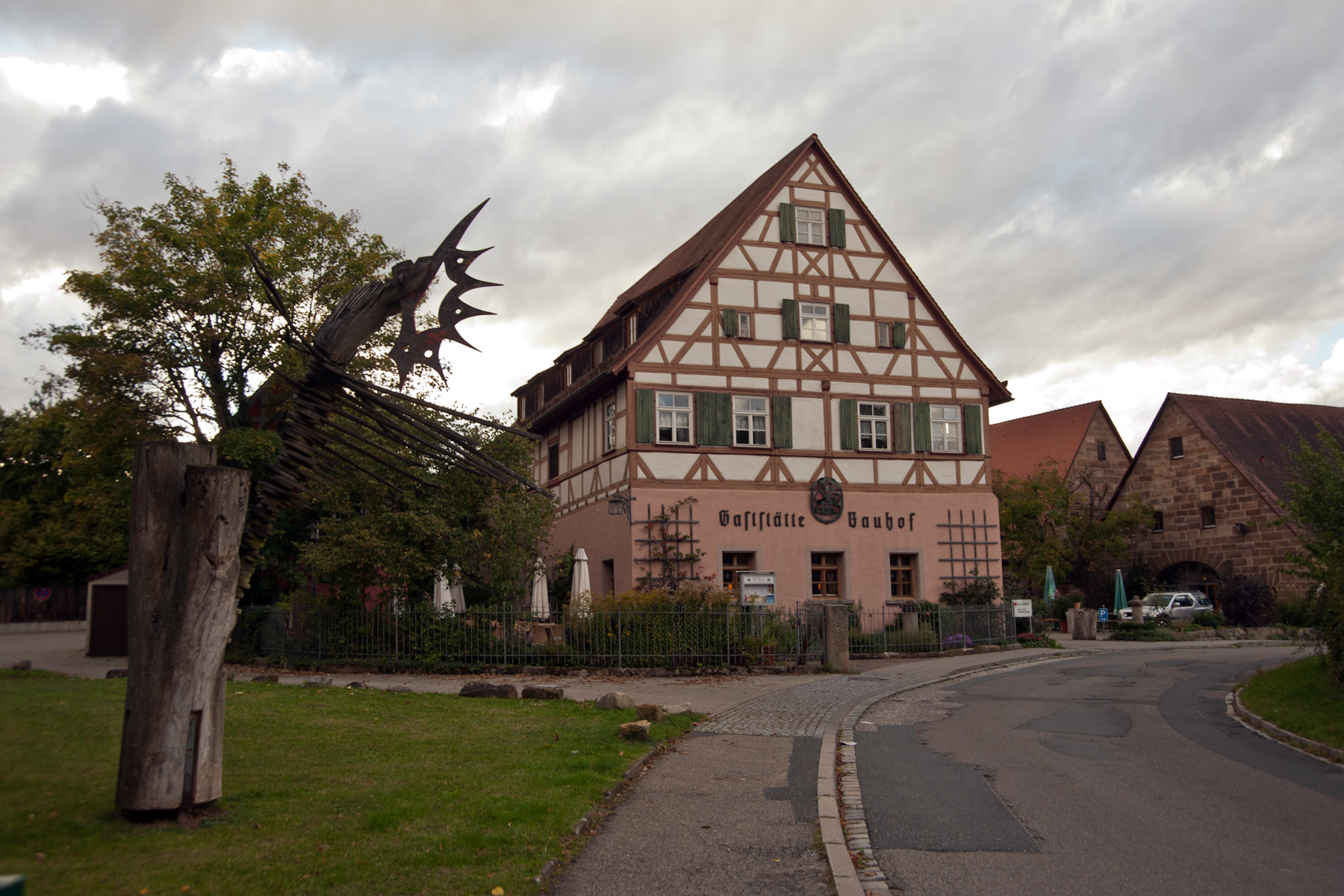
Le Bauhof.